# Персональний комп'ютер

Склад сучасного настільного персонального комп'ютера:
1. Дисплей,
2. Материнська плата,
3. Центральний процесор,
4. Оперативна пам'ять,
5. Карти розширення,
6. Блок живлення,
7. Оптичний привід,
8. Твердий диск,
9. Клавіатура,
10. Миша.

Персона́льний комп'ю́тер (скорочено ПК) — багатофункціональний комп'ютер, з розмірами, можливостями і ціною, що уможливлює його індивідуальне використання.

## Історія
Ще у 1968 році дослідник Дуглас Енгельбарт показав те, що стало звичним на початку 21 століття — електронну пошту, гіпертекст, текстовий процесор, відеоконференції та маніпулятора «мишу». Разом з тим у той час використання комп'ютера (ЕОМ) було занадто дорогими для індивідуального користування (у бізнесі чи освіті).
У 1970 році компанією (Hewlett-Packard) було презентовано розробку обчислювальної системи (комп'ютера), яка повністю розміщувалась на верхній частині столу і мала клавіатуру, маленький дисплей (монітор) і принтер. Першим персональним комп'ютером вважається Xerox Alto, розроблений у 1973 році Науково-дослідним центром компанії Xerox (PARC) у Пало-Альто (Каліфорнія, США). Він вже мав графічний інтерфейс користувача (GUI), який пізніше служив прикладом для Apple Computer у створенні операційної системи для Macintosh і Microsoft для розробки інтерфейсу Windows. Комп'ютер Wang +2200 1973 року мав повнорозмірний дисплей на основі електронно-променевої трубки (ЕПТ) та касети як засіб зберігання інформації. Впровадження мікропроцесорів призвело до масового поширення персональних комп'ютерів після 1975 року.
Ранні персональні комп'ютери (мікрокомп'ютери) були цікавими головним чином для фахівців і аматорів радіоелектронних пристроїв. Програмування таких пристроїв здійснювалося за допомогою зміни положень перемикачів на передній панелі, результати обчислень відображалися вмиканням відповідних лампочок-індикаторів. Практичне застосування мікрокомп'ютера вимагало додавання периферійних пристроїв, як-от: клавіатури, комп'ютерні дисплеї, дискові накопичувачі та принтери. Micral N був одним з найперших комерційних мікрокомп'ютерів на основі мікропроцесора Intel 8008. Його випускали, починаючи з 1972 року, причому було продано близько 90000 пристроїв.
У 1976 році Стів Джобс і Стів Возняк створили персональний комп'ютер Apple I з платою яка містила близько 30 мікросхем. У січні 1977 року було представлено персональний комп'ютер Commodore PET, у червні 1977 року — Apple II (як правило, його називають «Apple ][») і TRS-80 від Radio Shack у листопаді 1977 року. Масовий випуск мікрокомп'ютерів сформував ринок персональних комп'ютерів, що дало змогу широкому колу людей використовувати комп'ютери, орієнтуючись на використовувані програмні засоби, практично не звертаючи уваги на технічні особливості їхньої роботи.
З початку 1980-х років комп'ютери широко використовуються для персонального (у тому числі і домашнього) використання, розробляється програмне забезпечення широкого спектра, у тому числі і ігри. Персональний комп'ютер Commodore 64 було продано в кількості 17 млн шт. Ще один такий комп'ютер — NEC PC-98, продано понад 18 мільйонів одиниць. Кілька дорожчих систем (хоча дешевших порівняно з міні-ЕОМ чи мейнфреймами) почали використовуватися в офісах і невеликому бізнесі. Персональні робочі станції характеризувалися високою продуктивністю процесорів і графічних дисплеїв, великим обсягом пам'яті твердого диска, мережними можливостями і роботою під керуванням багатозадачної операційної системи.
Зрештою, у зв'язку з впливом персонального комп'ютера IBM на робочі станції та домашні комп'ютери втратили технічні відмінності. Комп'ютери для бізнесу почали використовувати колір та інші графічні можливості, звук, а домашні комп'ютери і ігрові системи використовували ті ж самі процесори та операційні систем, що й комп'ютери офісних працівників.
У 1982 році «Комп'ютер» було названо «людиною року» за версією журналу Time Magazine.
У Радянському Союзі обчислювальні машини, призначені для особистого використання, носили офіційну назву персональних електронних обчислювальних машин (ПЕОМ).

## Ринок

### У світі
В 2009 році світові поставки персональних комп'ютерів склали 308,3 млн штук.
За даними Gartner, у другому кварталі 2013 року продано 76 млн ПК, на 10,9 % менше, ніж у другому кварталі 2012 року.
У 2013 році було продано 316 млн комп'ютерів у всьому світі, це на 10 % менше, ніж у рекордному 2012 році. Основним постачальником ПК є Lenovo, якому належить 19 % ринку, далі Hewlett-Packard із 18 %.
За даними аналітичної компанії IDC на січень 2016, продажі домашніх PC в 2015-му впали до рекордно низької відмітки з 2007 року. В 2015-му в магазини по всьому світі було відправлено 276 мільйонів PC, що на 10,4 процента менше у порівнянні з 2014 роком.
У 2016 році продажі ПК продовжували падати. Всього було продано 260 млн комп'ютерів, що на 5,7 % менше, ніж у попередньому році. Ріст продаж спостерігався в Японії та Канаді. В той час, як в Латинській Америці спад був найбільший. Лідер ринку ПК — Lenovo із долею в 22,4 %, далі — HP з 21,7 %, третя Dell із 15,7 % і четверта Apple Inc. з 7,5 %. ASUS має 7,4 % і вона втратила за рік 11,3 % і спустилася з 4-го місця на 5-тий. Apple зменшила поставки лише на 0,9 % і тому піднялася на 4-те місце. Решта з трійки збільшили поставки: Lenovo на 1,7 % (у порівнянні з 4 кварталом 2015 року), HP — 6,6 %, у Dell найбільший приріст — 8,2 %. Решта виробників, які мають у сумі лише 25,4 % знизили поставки в сумі на 21,7 % на 11,9 %.
У середині 2018 року продажі ПК вперше із 2012 року виросли. За даними і IDC, і Gartner, продажі виросли. IDC повідомили про ріст продаж ПК у 2 кварталі 2018 року на 2,7 %, тоді як Gartner повідомив про ріст на 1,4 %. Всього було продано 62 млн ПК (тобто від 200 до 300 млн ПК за рік). Лідер ринку — Lenovo (21,9 %), далі — HP з 21,9 %, третя Dell із 16,8 % і четверта Apple Inc. з 7,1 %. Решта виробників знизили поставки в сумі на 12,9 %. Тому їх доля скоротилася до 25,9 %.
У 2021 році за оцінкою Gartner, в 2021 році кількість лептопів у світі виросте на 8,8 % до 866 млн штук. Ще через рік показники повинні досягти 929 млн. Кількість десктопів у світі, навпаки, буде зменшуватися: з 522 млн в 2020-м до 495 млн в 2021 році і 470 млн у 2022-му.
У 2021 році за оцінкою IDC було продано 348 млн ПК. Перші три місця зайняли Lenovo (частка ринку 23,5 %), HP (21,2 %), Dell (17 %), Apple (8 %) та Acer (6 9 %). Серед них Apple досягла найбільшого приросту за рік — на 22,1 %. У 2020 році продано 22,7 млн комп'ютерів Apple, у 2021 — 27,7 млн одиниць.

## В Україні
У 2011 в Україні за даними компанії IDC було придбано близько 2,6 млн персональних комп'ютерів.
У 2013 і 2014 роках ринок ПК значно зменшився через складну економічну ситуацію. Так, в 2014 році було продано всього 1,12 млн штук ПК, що на 53 % менше, ніж у 2013 році.